# 富と貧困の政治学
『富と貧困の政治学ー共和党政権はアメリカをどう変えたか』（とみとひんこんのせいじがく きょうわとうせいけんはアメリカをどうかえたか、英: The Politics of Rich and Poor: Wealth and the American Electorate in the Reagan Aftermath）は、アメリカの政治評論家ケヴィン・フィリップスの著書である。

## 概要
1990年にRandom Houseより初版が刊行された。日本では1992年5月に吉田利子の翻訳によるものが草思社から出版されている。
本書では富めるものが更に私腹を蓄え、経済のバブルが進むのは共産党政権下だと捉えている。その上で、貧富の格差が拡大した理由などを含めながら1990年代の日本とアメリカの社会の行方をアメリカ政治と経済の歴史的サイクルを論証しながら示唆し、共和党全盛期の終焉を告げている。また、アメリカのベストセラーにもなっている。